# Міжнародний Музичний фестиваль, присвячений Узеїру Гаджибекову
Міжнародний Музичний фестиваль, присвячений Узеїру Гаджибекову (азерб. Üzeyir Hacıbəyli – Beynəlxalq musiqi festivalı) — музичний фестиваль, що проводиться у вересні починаючи з 2009 року в Азербайджані. 

## Короткий опис
Музичні заходи проводяться в декількох містах Азербайджану, проте основні заходи проходять у Баку. До цього починаючи з 1995 року, 18 вересня (день народження Узеїра Гаджибекова) в Азербайджані відзначався як день національної музики . Починаючи з 2009 року, також було прийнято рішення проводити міжнародний музичний фестиваль присвячений творчості відомого азербайджанського композитора Узеїра Гаджибекова. У роботі фестивалю поряд з азербайджанськими музикантами також беруть участь музиканти з інших країн світу. Крім концертів також організовуються вистави, поставлені на основі творів Узеира Гаджибекова і наукові конференції покликані вивчати творчу спадщину Гаджибекова . У ролі організаторів фестивалю виступає Міністерство культури і туризму Азербайджану, а також Фонд Гейдара Алієва.
Фестиваль, як правило, проводиться 10 днів. Відкривається в Азербайджанському державному академічному театрі опери та балету. У фестивалі беруть участь відомі диригенти, солісти, молоді виконавці, оркестри (камерні, симфонічні), музичні колективи як з Азербайджану, так і з-за кордону.
Заходи проходять у різних музичних залах та установах Азербайджану, в тому числі Національному музеї мистецтв, Державної філармонії імені Мусліма Магомаєва, також і в регіонах Азербайджану.